# マリアーノ・マーザ
マリアーノ・マーザ（スペイン語: Mariano Maza、1809年 - 1879年6月）は、フアン・マヌエル・デ・ロサスの軍隊の下で戦ったアルゼンチンの軍人。士官の中で最も血の気の多い人物として知られる。ホセ・クバス（José Cubas）とマルコ・アベジャネーダ（Marco Avellaneda、19世紀後期のアルゼンチン大統領であったニコラス・アベジャネーダの父）の両知事の死に関与している。

## 生い立ち
1809年生、リオ・デ・ラ・プラタ副王領の将校の私生児であるという。この将校は1806年のイギリスによるブエノスアイレス侵略の際、ラファエル・デ・ソブレモンテ副王が放棄したブエノスアイレスの要塞を後に明け渡した人物である。マリアーノ・マーザは、後に知事となるマヌエル・ビセンテ・マーザ（Manuel Vicente Maza）の甥である。
ブラジル帝国との戦いで軍歴をスタートさせ、イシドーロ・スアレス大佐の指揮の下、コロニア・デル・サクラメントの包囲に参加した。その後、フルクトゥオソ・リベラの指揮のもと、ミシオネス・オリエンタレス（東部ミッション、の意味）へ参与した。

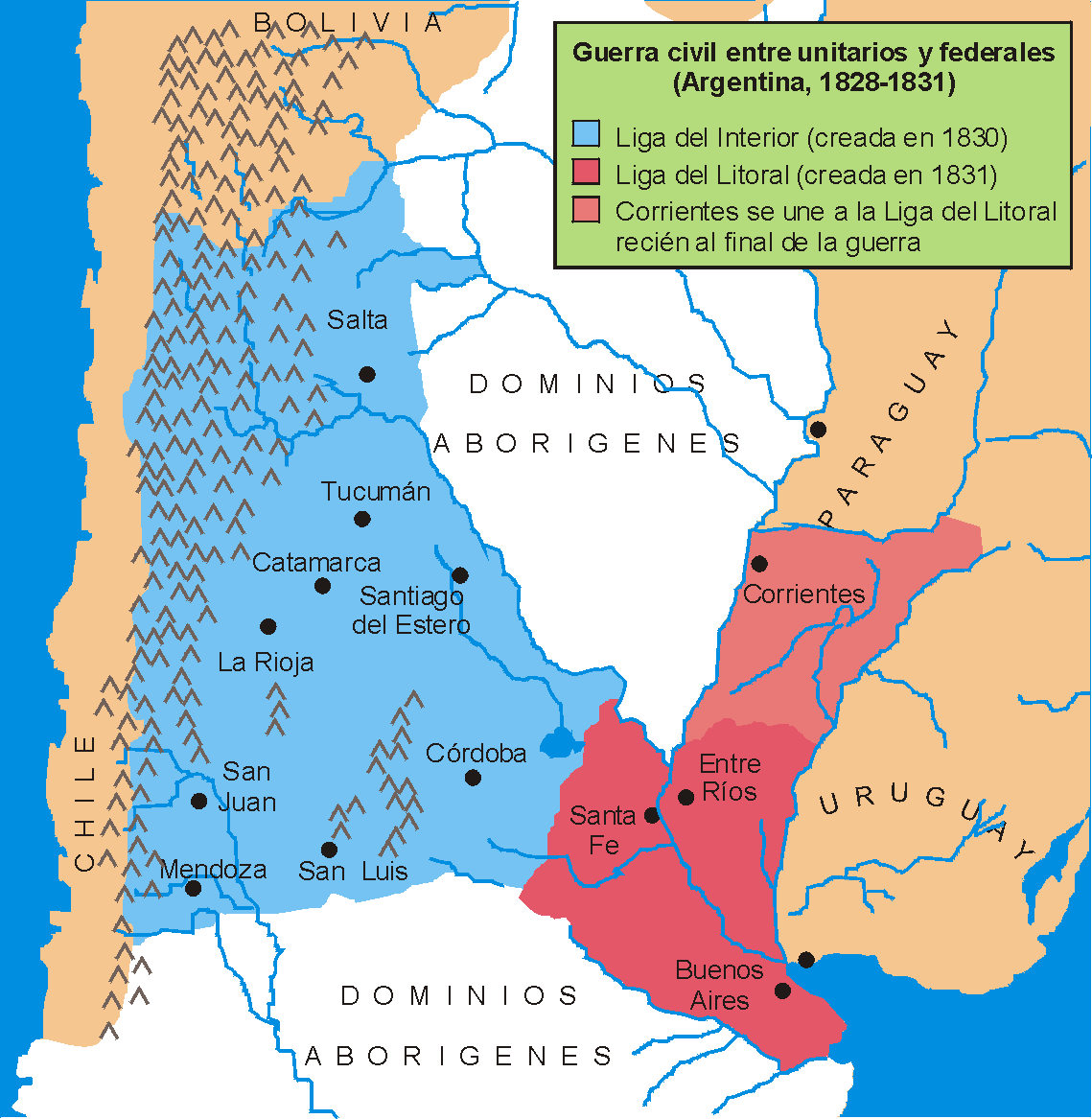
1831年ころの勢力図

ブエノスアイレスに戻ると、フアン・マヌエル・デ・ロサスのもとでフアン・ラバジェと戦い、その後、インディオのいる辺境に従軍した。1831年、マーザは当時存在したサンルイス州、ラ・リオハ州、カタマルカ州、メンドーサ州、サンファン州、トゥクマン州、コルドバ州、サルタ州、サンティアゴ・デル・エステロ州からなる連合「リーガ・ウニタリア」との内戦に参加した。1834年には海兵隊の司令官に任命され、その数年後には海兵歩兵隊の司令官にも任命された。
とりわけ暴力的な人間ではなかったが、従兄弟のラモン・マーザの裏切りによって叔父が殺されたショックから（1839年に射殺）、ロシスタ騎士団を熱心に擁護するようになった。

## 北方遠征
1840年に大佐に昇進し、フアン・ラバジェの侵入（1840年遠征）に対するブエノスアイレスの防衛に参加した。アンヘル・パチェコ将軍の命令で追討軍に加わり、ケブラチョ・エラドの戦いやサン・カラの戦いに参加した。
マヌエル・オリベ将軍はカタマルカを占領するために1200人の兵士を連れてマーザを派遣した。マーザはマリアーノ・アチャとのマシガスタの戦い（batalla de Machigasta）に参加し、リーダーのフアン・エウセビオ・バルボアをカタマルカの知事に任命した。そこでマーザは数人の将校を撃ったという。
その後はラ・リオハ州に赴いた。マーザは途中ラバジェが戦った痕跡を発見した。ラバジェはビジャファニ（Villafañe）将軍など数十人の連邦政府将校を銃殺させた人物である。おそらくそこで、戦争はもはや死闘であると判断したのだろうとされる。ラバレにかわされ、マザはコルドバに行き、オリベと合流した。連邦歩兵の長として、連邦軍の決定的な勝利となったファマイーラの戦いに参加した。
連邦軍は北上し、メタン（Metán）にいた時、北部連合の思想的指導者マルコ・アベジャネーダ、ホセ・マリア・ビレラ（José María Vilela）大佐（サン・カラの戦いで敗れる）らが捕虜となった。アベジャネーダはブエノスアイレスに駐在していたため、マーザが略式で裁判をすることになった。彼は尋問を受け、反逆罪（北西部の自由主義者は何の関係もないフランスとの同盟のため）、3年前のアレハンドロ・エレディア暗殺の扇動及び加担、連邦軍に対する迫害と没収の罪でアベジャネーダを非難した。アベジャネーダ、ビレラら6人の将校は、のどを切り裂いて処刑された。処刑された者たちも、可能であれば連邦軍に同じことをした可能性がある。実際、ラマドリッド（Lamadrid）とラバジェは何度かそうしていた。なおマルコ・アベジャネーダの処刑された1841年10月3日は子のニコラス・アベジャネーダの4歳の誕生日であった。
それからマーザはカタマルカ州に戻り、そこでは単一の知事ホセ・キューバスがまだ抵抗していた、そしてマーザはキューバスに降伏するように促した。キューバスは折れなかったので、州都を攻撃して打ち負かした。キューバスを広場のパイクに頭を釘付けにするなど、数十人を処刑した。処刑された者の多くは銃殺ではなく虐殺に近い形で処刑され、マーザはそれを自慢したという。
その後、マーザは「アマドレスの戦闘（Combate de Amadores）」で、ホセ・キューバスの友人であり義理の兄弟であり、カタマルカの新知事であるマルセリーノ・オージェと対峙し、辛勝した。

## 海沿いにて
その後サンタフェに対抗するためにオリベの軍隊に同行した。フアン・パブロ・ロペスと対峙する前に、ロサスは彼を一時的にウィリアム・ブラウン提督の部隊の指揮下に置くように呼びかけた。マーザはモンテビデオへの攻撃を試みたが、失敗した。
マーザはエントレ・リオス州に移り、 1842年12月6日のアロヨ・グランデの戦いで連邦歩兵の半数を指揮した。この勝利により、リベラはアントレ・リオスを追放され、ウルグアイに進出してオリベを政権に復帰させることができた。第一次世界大戦（Guerra Grande、ここではウルグアイ内戦のこと）では、歩兵大隊の隊長としてモンテビデオの包囲に参加した（不思議なことに、ベルナルディーノ・リバダビアの息子2人が将校として入っていた）。のちオリベの娘と結婚した。
1851年、ウルキーザ宣言及びウルグアイ侵攻が行われると、オリベは降伏せざるを得なかった。モンテビデオの包囲は引き分けに終わったが、アルゼンチン軍はウルキーザ軍と意に反して団結し、ブエノスアイレスのローザスに攻め入った。主な指導者は、ジェロニモ・コスタ大佐、ホセ・マリア・フローレス大佐、ニコラス・グラナダ大佐、マーザらで、なんとか逃げ延びることに成功した。ブエノスアイレスに渡り、1852年2月3日のカセロスの戦いに参戦した。

## その後
敗北後、マーザはモンテビデオに避難したが、敵対勢力からの復讐を恐れて、そこから二度と戻ることはなかった。1863年、ベナンシオ・フローレスの侵攻に対抗するため、ウルグアイ政府軍に参加した。2年後、勝利したフローレスは彼に陸軍省の職を与えたが、マーザはそれを辞退した。1870年のティモテオ・アパリシオの革命を支持し、サウセ（Sauce）の討伐では砲兵長を務めた。
ウルグアイのロレンソ・ラトーレ（Lorenzo Latorre）大統領は、側近に自分の父親マルコ・アベジャネーダの肖像画を持ってくるように命じたという、ニコラス・アベジャネーダ大統領を満足させるために作られた奇妙な伝説がある。助っ人はマリアーノ・マザで、彼はショックと後悔で死んでいたことだろう。しかし、マーザはラトーレの側近ではなく、そのような肖像画は存在しない。
マリアーノ・マーザは1879年6月にモンテビデオで亡くなった。